# Хончеасъяха
Хончеасъяха (устар. Хончеас-Яха) — река в России, протекает по территории Ямало-Ненецкого автономного округа. Впадает в озеро Пырятасиняюто. Длина реки составляет 33 км.

## Данные водного реестра
По данным государственного водного реестра России относится к Нижнеобскому бассейновому округу, водохозяйственный участок реки — Таз. Речной бассейн реки — Таз.
Код объекта в государственном водном реестре — 15050000112115300067592.